# Abel et Gordon
Pour les articles homonymes, voir Abel (homonymie) et Gordon.
Abel et Gordon est un duo de comédiens et réalisateurs, constitué de Dominique Abel, belge né en 1957 à Thuin, et de Fiona Gordon, canadienne née en 1957 en Australie.

## Œuvre et style
Abel et Gordon se rencontrent au début des années 1980 à Paris. Installés à Bruxelles (dans la commune d'Anderlecht), ils fondent la maison de production Courage mon amour qui produira quatre spectacles dont ils sont auteurs, metteurs en scène et interprètes, et qui seront présentés dans de nombreuses tournées internationales.
Ils produisent et réalisent trois courts métrages avant de créer en 2006 leur premier long-métrage, L'Iceberg, en collaboration avec Bruno Romy. Leur deuxième, Rumba, est sorti en 2007. Leur troisième long métrage, La Fée, tourné en 2010 au Havre, est sorti en 2011. En 2017, ils sortent leur quatrième long métrage, Paris pieds nus, qui est leur premier sans la collaboration de Bruno Romy.
Abel et Gordon développent un comique visuel et burlesque très physique, dans la veine des clowns, des acteurs du cinéma muet, Buster Keaton, Max Linder ou Charlie Chaplin, ou encore de Jacques Tati et Pierre Étaix.

## Spectacles
- 1985 : La Danse des poules[3]
- 1988 : L'Évasion[4]
- 1995 : Poison[5]
- 2001 : Histoire sans gravité[6]

## Filmographie

### Comme réalisateurs et acteurs
- 1994 : Merci Cupidon (court métrage)
- 1997 : Rosita (court métrage)
- 2000 : Walking on the Wild Side (court métrage)
- 2005 : L'Iceberg - coréalisé avec Bruno Romy
- 2007 : Rumba - coréalisé avec Bruno Romy
- 2011 : La Fée - coréalisé avec Bruno Romy
- 2016 : Paris pieds nus
- 2023 : L'Étoile filante

### Comme acteurs seulement
- 1992 : La Poupée (court métrage)  de Bruno Romy
- 1998 : Le Bar des amants de Bruno Romy